# Meczet asz-Szazilijja
Az-Zawijat asz-Szazilijja – muzułmański kompleks religijny i meczet na Starym Mieście Akki, na północy Izraela.

## Historia
Meczet asz-Szazilijja został wybudowany w 1862 roku na ruinach budynków z czasów krzyżowców. Meczet znajduje się na Starym Mieście Akki na zachód od cytadeli. Od samego początku była to siedziba bractwa derwiszów, którzy przywędrowali do Akki z krajów Maghrebu. W budynku mieściła się także muzułmańska szkoła teologiczna medresa. Pod koniec XX wieku podjęto decyzję o renowacji całego kompleksu budynków. W tym celu przeniesiono wszystkich tutejszych mieszkańców, a następnie rozpoczęto szeroko zakrojone prace renowacyjno konserwatorskie. Kompleks budynków obejmuje pokoje dla pielgrzymujących wierzących i stanowi miejsce spotkań i nauki dla derwiszów.

## Architektura
Kompleks budynków jest położony wokół dziedzińca. Głównym budynkiem jest meczet asz-Szazilijja, który znajduje się po stronie zachodniej dziedzińca. W jego wnętrzu mieszczą się grobowce szejka Alego Nur ad-Dina i jego potomków (założyciele bractwa derwiszów).